# Amphinemura quadrangularis
Amphinemura quadrangularis is een steenvlieg uit de familie beeksteenvliegen (Nemouridae). De wetenschappelijke naam van de soort is voor het eerst geldig gepubliceerd in 1978 door Zwick.